# Dominik Górski
Dominik Górski (ur. 16 kwietnia 1950 w Szczecinie) – polski menedżer, samorządowiec, były prezes zarządu Fundacji Rozwoju Demokracji Lokalnej.

## Życiorys
Ukończył w 1973 studia na Wydziale Rolniczym Akademii Rolniczej w Szczecinie. Do 1988 był pracownikiem instytutów naukowych zajmujących się uprawą roślin.
W 1980 wstąpił do „Solidarności”, był członkiem komisji uczelnianej i regionalnej komisji wyborczej. Po wprowadzeniu stanu wojennego organizował pomoc dla ukrywających się działaczy opozycji, zajmował się redakcją drugoobiegowego biuletynu „Z podziemia”.
W 1989 był wśród założycieli lokalnego Obywatelskiego Komitetu Porozumiewawczego Ziemi Szczecińskiej, pracował w spółce prawa handlowego. Pełnił funkcję pełnomocnika wojewody, a w latach 1990–1991 członka zarządu miasta Szczecina. Od 1990 do 2002 był radnym miejskim, w III kadencji zajmował stanowisko przewodniczącego rady miejskiej. Należał do Unii Wolności, kandydował z jej list w wyborach parlamentarnych w 2001.
Od 1991 pełnił funkcję dyrektora Centrum Szkoleniowego Fundacji Rozwoju Demokracji Lokalnej. Później zastąpił Barbarę Imiołczyk na stanowisku prezesa zarządu FRDL.
Odznaczony w 2004 Złotym Krzyżem Zasługi, a w 2009 Krzyżem Kawalerskim Orderu Odrodzenia Polski. W 1998 został konsulem honorowym Królestwa Szwecji w Szczecinie.